# 50 (số)
50 (năm mươi) là một số tự nhiên ngay sau 49 và ngay trước 51.